# Acide méthanetétracarboxylique
L'acide tétraméthanecarboxylique est un hypothétique composé organique, un acide carboxylique de formule C5H4O8 ou C(COOH)4. Si cet acide dont on pense qu'il est instable, n'a pas encore été synthétisé en mars 2010, les méthanetétracarboxylates sont connus depuis longtemps comme sels et esters.

## Méthanetétracarboxylate
L'anion méthanetétracarboxylate est tétravalent et de formule C5O84− ou C(COO−)4. Il consiste en quatre groupes carboxylate connectés sur le même atome de carbone central. Cet anion est constitué uniquement d'atomes de carbone et d'oxygène comme les deltates (C3O32−), squarates (C4O42−), croconates (C5O52−) ou mellitates (C12O126−).
Les sels comme le sel de sodium, Na4C(COO)4 peuvent être préparés par oxydation du pentaérythritol, C(CH2OH)4 avec l'oxygène dans une solution d'hydroxyde de sodium, NaOH (pour le sel de sodium), à pH 10 et à 60 °C, et en présence d'un catalyseur à base de palladium.
Pour les esters, l'ester tétraéthyle C(COO-C2H5)4, par exemple, est commercialisé comme produit chimique spécialisé et a été utilisé en synthèse organique.